# Člunkový tkací stroj
Člunkový tkací stroj (angl.: power loom, něm.: Schützenwebmaschine) je mechanické zařízení, na kterém se zanáší útková nit do tkaniny s pomocí létajícího tělesa ve tvaru malého člunu. 

## Princip tkaní na člunkovém stroji
Člunek s útkovou nití o váze cca 500 g prolétá při každé otáčce stroje prošlupem rychlostí 12–15 m/s až na vzdálenost 5 metrů od jednoho ke druhému kraji tkaniny. Energii ke zrychlení (až 4 kW) dostává člunek od nárazu vačkových prohozních mechanizmů umístěných po obou stranách stroje. Při každé další otáčce stroje
- u nejjednodušších konstrukcí se člunek vrací do původní polohy,
- u strojů s člunkovou záměnou se střídají při prohozu dva nebo více člunků

Útek (30–50 g) je nesen v člunku nasoukaný na cívce, ze které se během tkaní odvíjí a konec odvinuté niti se navazuje na začátek nové cívky. Asi od roku 1930 je možná automatická výměna cívek a od 50. let 20. století výměna cívek včetně soukání útku přímo na tkacím stroji.

## Vybavení a výkon člunkových strojů
Stroje se stavějí s pracovní šířkou 120–450 cm s výkonem zatkaného útku cca do 640 m/min. Vzorování je možné jak po osnově (s max. 16 listy nebo s žakárovým ústrojím v prošlupním zařízení) tak i po útku (max. 36 různých nití v člunkové záměně). 

## Použití člunkových strojů
Stroje jsou použitelné a snadno přizpůsobitelné pro téměř všechny druhy tkanin. Použití je výhodné zejména v podmínkách nízkých mzdových nákladů a omezených prostředků na investice.
Nevýhody: Omezená rychlost stroje (vysoká hmotnost zanášeče útku), extrémní hlučnost (více než 100 dB), neklidný chod stroje, nebezpečí úrazu při vylétnutí člunku aj.

## Z historie člunkových strojů
Člunkový tkací stroj byl vyvinut z ručního tkalcovského stavu. V roce 1785 si nechal Angličan Cartwright patentovat první verzi konstrukce stroje, o dva roky později nechal ve své tkalcovně instalovat několik exemplářů, které byly od roku 1789 poháněny parním strojem. V roce 1850 bylo v Anglii v provozu 250 000 strojů.
Asi od poloviny 20. století jsou v provozu bezčlunkové tkací stroje dosahující několikanásobně vyšší výkony. Na člunkových strojích se však i na začátku 21. století ve světě vyráběla cca 1/3 všech tkanin. V 1. dekádě 21. století bylo v provozu asi 4 miliony strojů. Jejich použití je výhodné zejména v zemích s nižšími mzdami. Člunkové stroje se podílely na celkovém počtu tkacích strojů např. v Indii 98 %, v Číně 93 %, v Indonésii 90% a v Rusku 22 %.
Jednoduché člunkové stroje se ve 3. dekádě 21. století dají koupit za 500 €, zatímco nejlevnější bezčlunkové stroje jsou nejméně 10x dražší.
V desetiletí 2005–2014 bylo nově instalováno cca 780 tisíc bezčlunkových a 14 tisíc člunkových strojů. 

## Stuhařský člunkový stroj
Stuhařský stroj byl vyvinut z ručního stuhařského stavu. První mechanický stuhový stav měl být zkonstruován v roce 1548 v Gdansku. Poháněl se kývavým pohybem bidla. V polovině 18. století vynalezl Francouz Vaucancon ústrojí (princip rack and pinion), kterým se uvádí člunek po dráze paprsku do kývavého pohybu a z roku 1845 pochází patent Angličana Gratrixe vertikálně pohyblivý paprsek. Dva nebo více paprsků nad sebou vedou člunky tak, že zanášejí útek synchronně vedle sebe nebo v jednom sledu po sobě do prošlupu. Stroj pracuje s cca 200 obrátkami za minutu. Tato konstrukce umožňuje výrobu extrémně hustých a 3D tkanin, stroj je vhodný také např. k výrobě hadicových filtrů, speciálně tvarovaných těsnění, cévních protéz aj.
Podle výsledků výzkumu ve 2. dekádě 21. století je člunkový stuhový stroj se žakárovým ústrojím považován za nejvhodnější zařízení k výrobě složitých 3D textilií v porovnání s dosud známými technikami (široké tkaniny, pleteniny aj).

## Galerie člunkových strojů

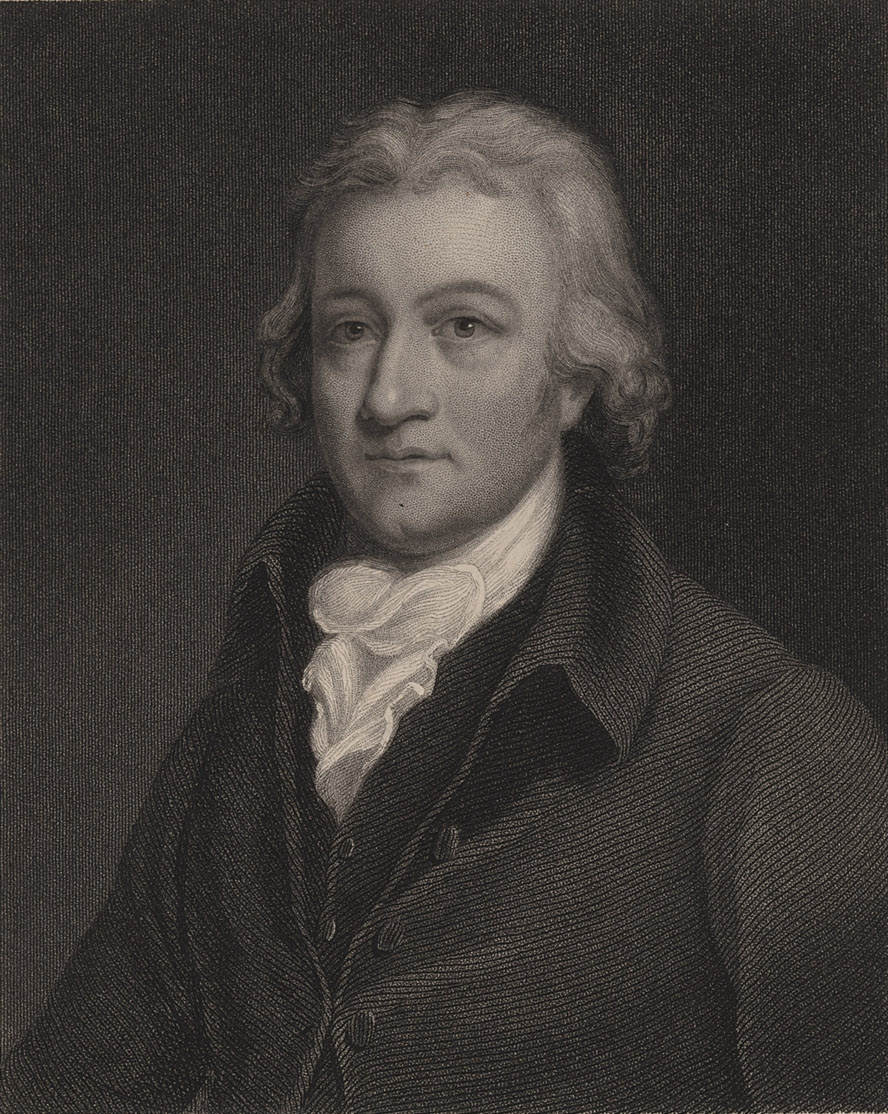
Vynálezce člunkového tkacího stroje Edmund Cartwright (1743–1823)
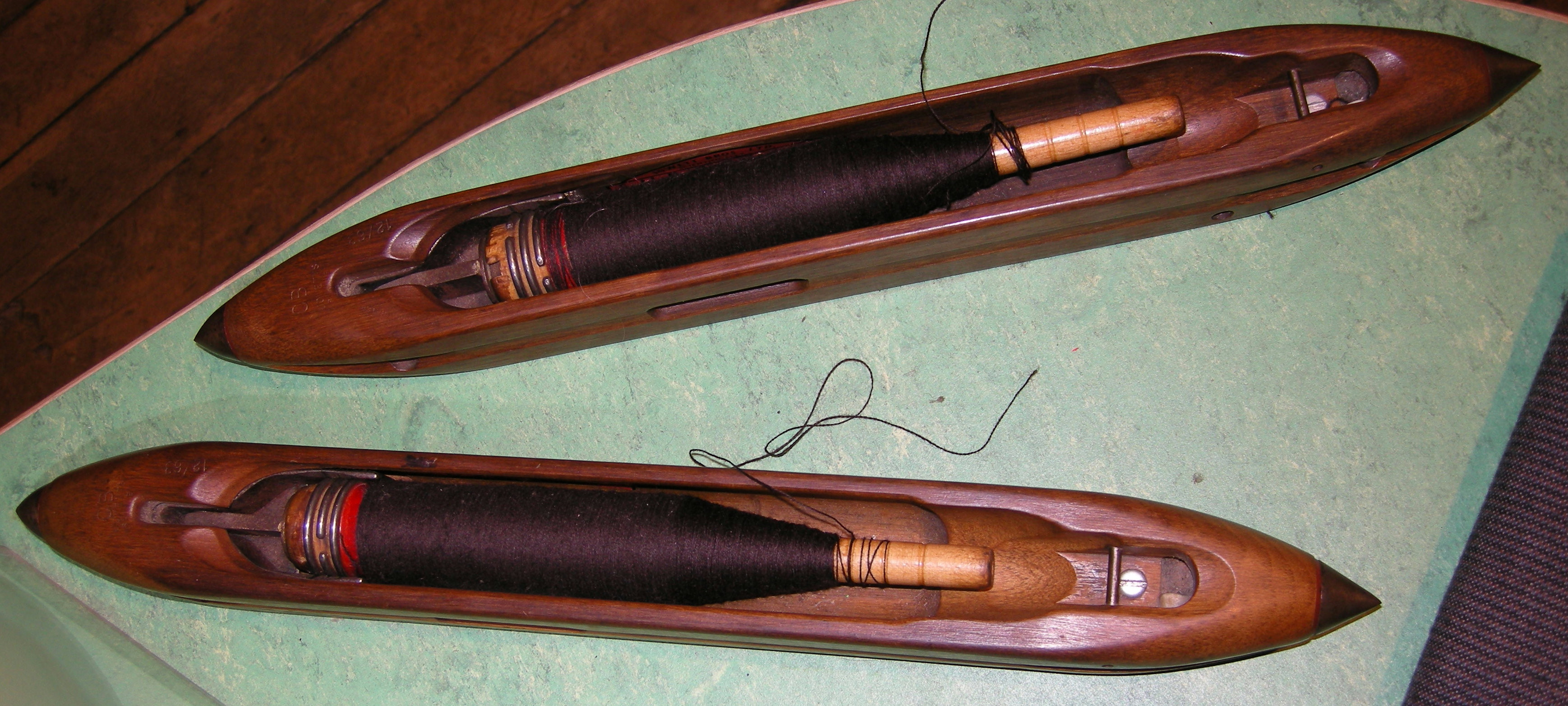
Člunky s útkovými cívkami
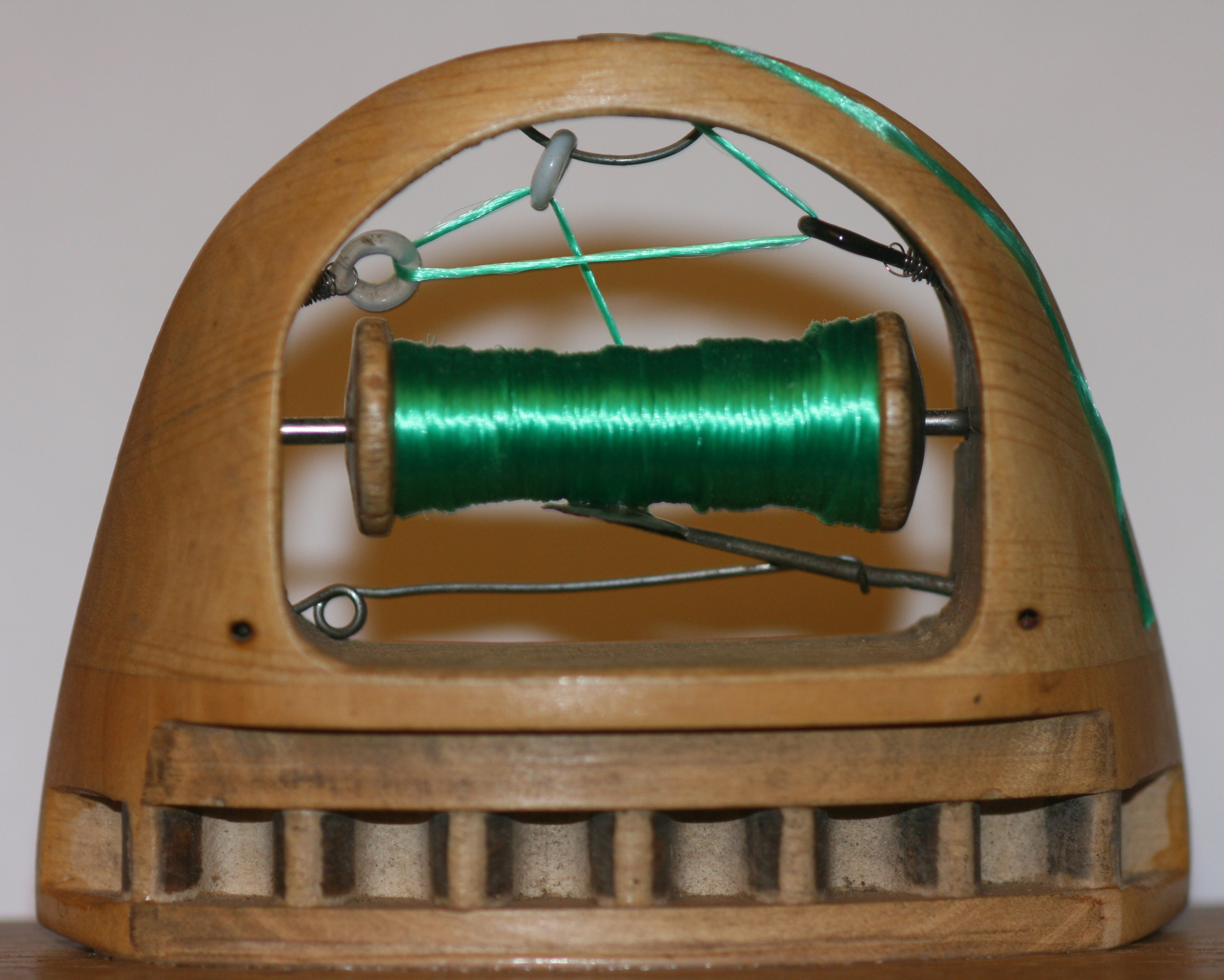
Člunek stuhařského tkacího stroje
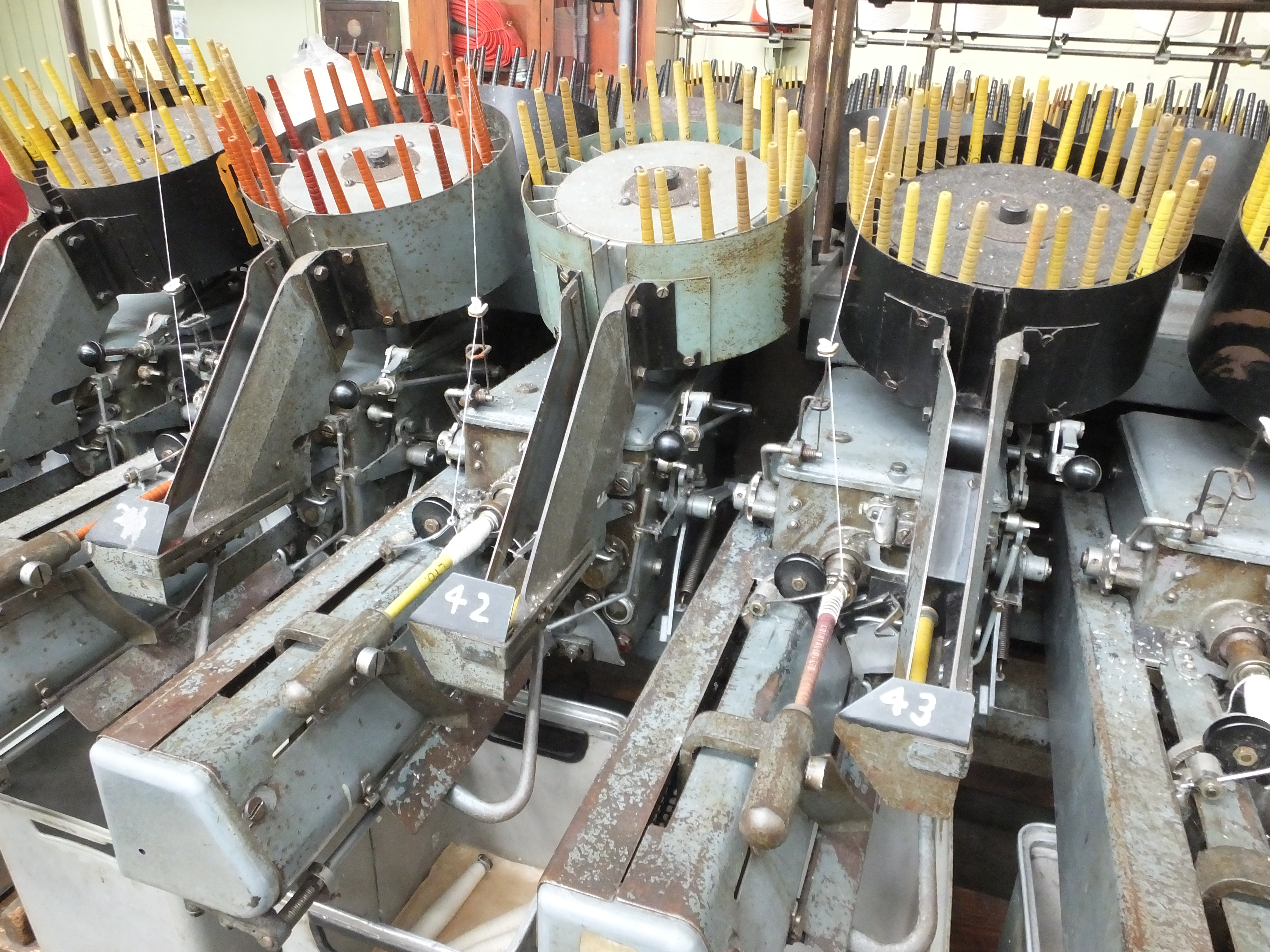
Soukání útku pro člunkový tkací stroj
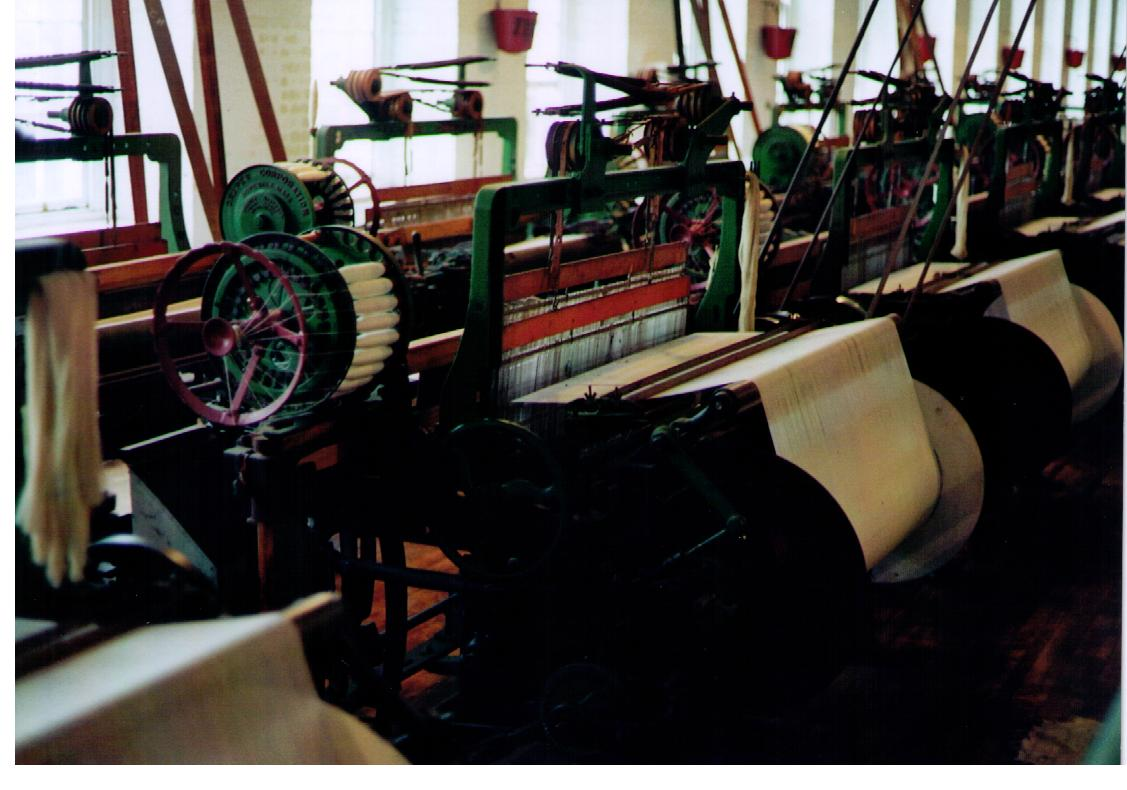
Člunkový stroj s bubnovým zásobníkem útkových cívek
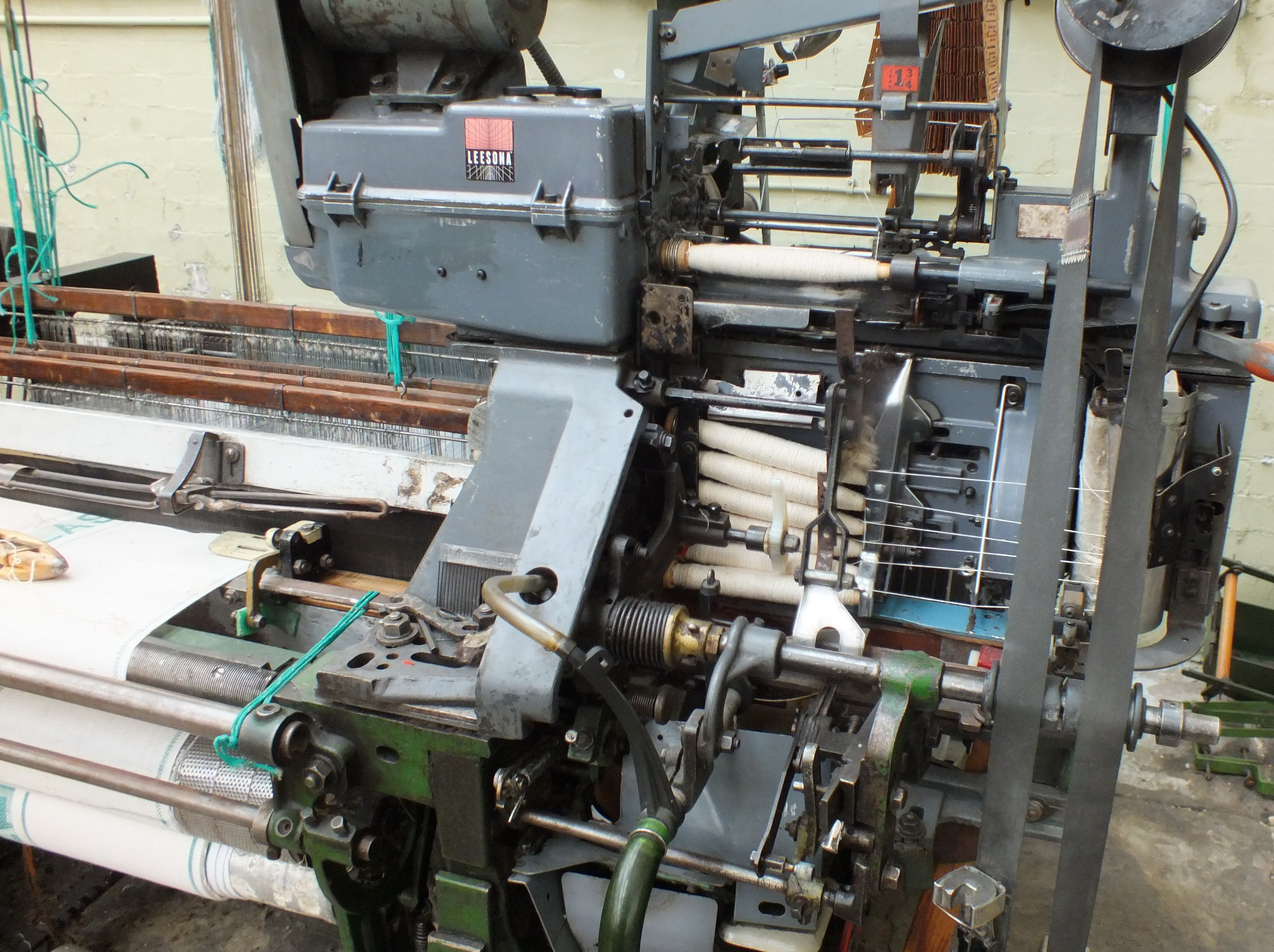
Člunkový stroj s automatickým soukáním a výměnou útkových cívek
- Tkaní na stuhových strojích z 1. poloviny 20 . století
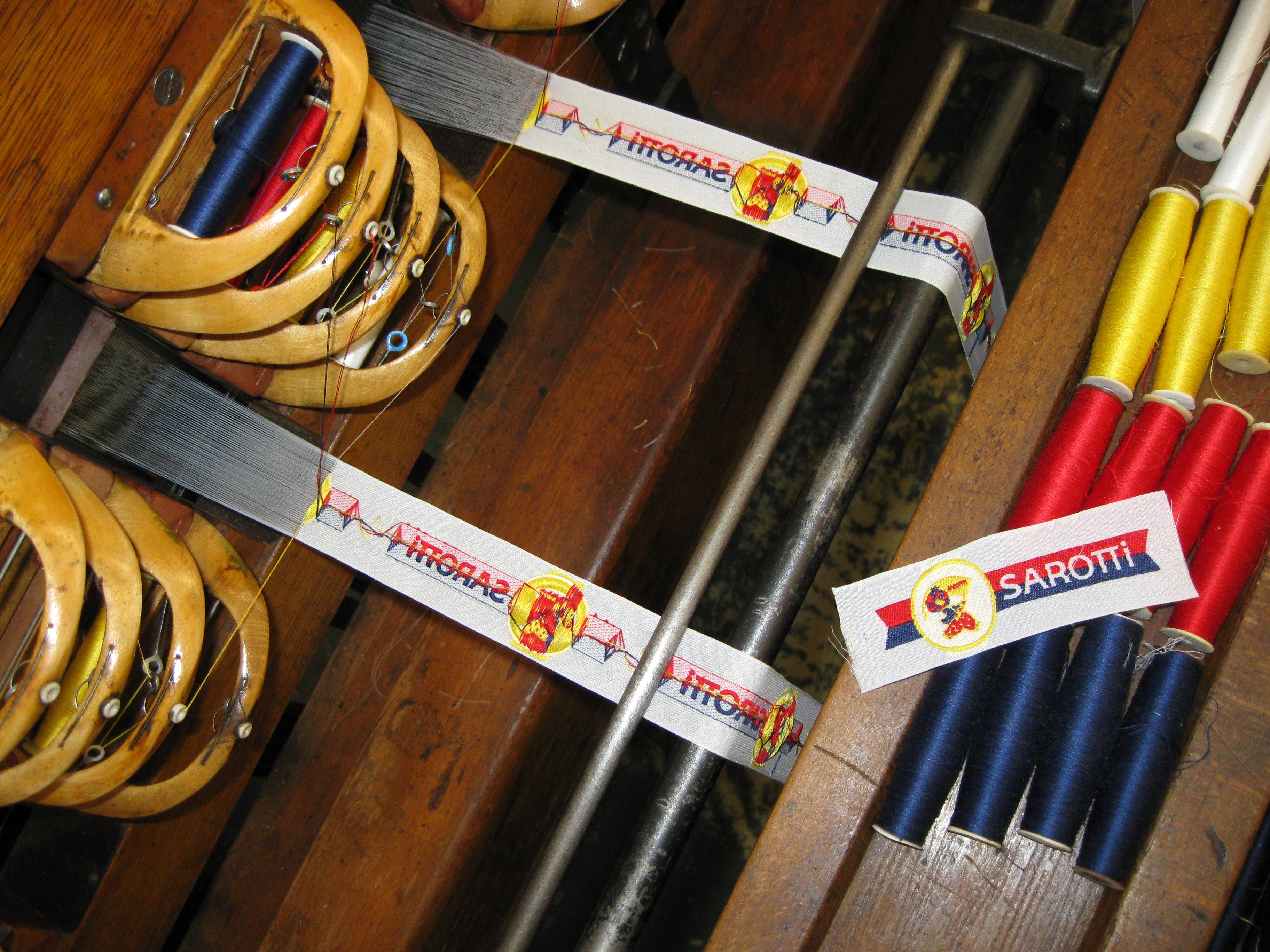
Stuhařský stroj se 4 prošlupy nad sebou (2. polovina 20. století)